# 도리고에촌
도리고에촌(鳥越村)은 이시카와현 남쪽에 위치한 정이다. 가나자와시의 통근율은 13.1%(2000년 국세조사).
2005년 2월 1일에 노노이치정을 제외한 이시카와군을 구성하는 정촌 및 맛토시와 합병하여 하쿠산시가 되었다